# Daisuke Fujii
Daisuke Fujii (japanisch 藤井 大輔 Fujii Daisuke; * 15. Oktober 1986 in der Präfektur Osaka) ist ein ehemaliger japanischer Fußballspieler.

## Karriere
Fujii erlernte das Fußballspielen in der Jugendmannschaft von Sanfrecce Hiroshima. Seinen ersten Vertrag unterschrieb er 2005 bei Albirex Niigata. Der Verein spielte in der höchsten Liga des Landes, der J1 League. Für den Verein absolvierte er 11 Erstligaspiele. 2007 wechselte er zum Zweitligisten Thespa Kusatsu. Für den Verein absolvierte er 65 Ligaspiele. 2010 wechselte er zum Drittligisten V-Varen Nagasaki. 2012 wurde er mit dem Verein Meister der Japan Football League und stieg in die J2 League auf. Für den Verein absolvierte er 101 Ligaspiele. Im Juli 2014 wechselte er zum Ligakonkurrenten Kamatamare Sanuki. Für den Verein absolvierte er drei Ligaspiele. Ende 2014 beendete er seine Karriere als Fußballspieler.